# Palästinensische Nationale Initiative
Die Palästinensische Nationale Initiative (Al-Mubadara) (Arabisch المبادرة الوطنية الفلسطينية al-Mubadara al-Wataniyya al-Filistiniyya) ist eine palästinensische Bewegung und Partei mit sozialdemokratischem Hintergrund. 2008 wurde sie in die Sozialistische Internationale (SI) aufgenommen.

## Hintergrund
Die Al-Mubadara wurde am 17. Juni 2002 von einer Gruppe palästinensischer Politiker und prominenter Aktivisten in Ramallah, Westjordanland als „Dritter Weg“ zur Überwindung des Fatah-Hamas-Konflikts gegründet. Gründungsmitglieder sind der Arzt Haidar Abdel Shafi (1919–2007, Gaza), der in den sechziger Jahren Vizepräsident des Palästinensischen Nationalrats sowie von 1967 bis 1968 Interimspräsident der PLO war, der Arzt und Bürgerrechtler Mustafa Barghouthi (* 1954, Westjordanland), der heute Vorsitzender der Al-Mubadara ist, sowie der Jerusalemer Ingenieur Ibrahim Dakkak (* 1929). Der palästinensische Literaturwissenschaftler Edward Said zählte bis zu seinem Tode 2003 ebenfalls zu den Unterstützern der Al-Mubadara.

## Parteiprogramm
Die Al-Mubadara befindet sich zurzeit noch im Prozess der Ausarbeitung eines offiziellen Parteiprogrammes, daher gibt es bislang nur vorläufige Richtlinien und Grundsätze der Partei. So sieht sie sich selbst als säkulare und demokratische Alternative, als „Dritten Weg“ neben den bestehenden großen politischen Blöcken Fatah und Hamas. Ihr erklärtes Hauptziel ist die „Verwirklichung nationaler palästinensischer Rechte und eines dauerhaften, gerechten Friedens“. Daraus leitet sie folgende Ziele ab:
- Ein Ende der israelischen Besatzung durch die Beseitigung aller israelischen Siedlungen.
- Die Errichtung eines unabhängigen, demokratischen und souveränen palästinensischen Staates in den Grenzen von 1967, mit Ost-Jerusalem als Hauptstadt.
- Die Sicherstellung des Rückkehrrechts für palästinensische Flüchtlinge.
- Die Implementation aller relevanten UN-Resolutionen.

Grundlage ihres Vorgehens ist dabei immer der gewaltlose Widerstand gegen die israelische Besatzung. Ebenso fordert sie nationale Einheit, ein Ende von Korruption und Programme zur Unterstützung der palästinensischen Bevölkerung, um so schließlich ein wirtschaftliches Wachstum und soziale, politische und wirtschaftliche Stabilität in den Palästinensischen Gebieten zu gewährleisten.

## Wahlen
Im Januar 2005 trat der Al-Mubadara-Vorsitzende Mustafa Barghouti als unabhängiger Kandidat bei den palästinensischen Präsidentschaftswahlen an. Mit 19,48 % der Stimmen erreichte er dabei das zweitbeste Ergebnis hinter dem PLO-Vorsitzenden Mahmud Abbas. Unterstützt wurde seine Kandidatur auch von der Popular Front for the Liberation of Palestine (PFLP), die zuvor bei der Aufstellung eines eigenen Kandidaten gescheitert war. Während des Wahlkampfes wurde Barghouti wiederholt vom israelischen Militär verhaftet und in seiner Bewegungsfreiheit eingeschränkt. Später bezichtigte er sowohl Israel als auch die Palästinensische Autonomiebehörde der Diskriminierung.
Bei den Wahlen zum Palästinensischen Legislativrat (PLC) am 25. Januar 2006 trat die Al-Mubadara mit einigen unabhängigen Kandidaten unter dem Namen „Unabhängiges Palästina“ an. Mit 2,6 % der Stimmen blieb sie dabei aber weit hinter den Erwartungen zurück. Die beiden Sitze im Legislativrat, die die Al-Mubadara damit gewann, wurden mit Mustafa Barghouti und Rawya Rashad Sa-eed al-Shawa besetzt.
Einer Umfrage des Jerusalem Media and Communications Centers zufolge hätten im Oktober 2008 6,2 % der Palästinenser Mustafa Barghouti zum Präsidenten gewählt. Dieselbe Umfrage ergab auch, dass nur 0,6 % die Al-Mubadara für die vertrauenswürdigste aller Fraktionen hielten.

## Institutionelle Verflechtung und Wählerschaft
Die Al-Mubadara ist eng mit mehreren palästinensischen NGOs verflochten, allen voran mit Medical Relief, dem Health, Development, Information and Policy Institute (HDIP) und dem Palestine Monitor. Diese Verbindungen bestehen insbesondere über Mustafa Barghouti. Besonders Ärzte und andere Akademiker, aber auch Studenten und die Mittelklasse unterstützen die Al-Mubadara.